# Nemotelus nanshanicus
Nemotelus nanshanicus är en tvåvingeart som beskrevs av Pleske 1937. Nemotelus nanshanicus ingår i släktet Nemotelus och familjen vapenflugor. Inga underarter finns listade i Catalogue of Life.